# Nesaea angolensis
Nesaea angolensis là một loài thực vật có hoa trong họ Lythraceae. Loài này được A.Fern. & Diniz mô tả khoa học đầu tiên năm 1955.